# Domingo Milano
Domingo Milano, cuyo nombre nativo es Domenico Milano, fue un ingeniero agrónomo que fundó la institución precursora de la actual Facultad de Agricultura de la Universidad Central de Venezuela.

## Historia
Durante las guerras de la independencia venezolana un militar italiano de nombre Carlo Luigi Castelli, conocido como Carlos Luis Casteli, el año 1815 conoció al Libertador Simón Bolívar en Haití, por quien sentía una gran admiración, uniéndose al ejército patriota. Participó en la Batalla de Carabobo en 1821 y mantuvo una gran amistad con el Libertador hasta su muerte en 1830. Por esa amistad con Bolívar, fue molestado, perseguido, amenazado, lo que forzó su regreso a Italia. A los pocos años fue enviado de nuevo a Venezuela pero ahora como diplomático, en virtud de lo cual, organizó la primera inmigración masiva de ciudadanos italianos hacia nuestro país (aproximadamente 300 personas). Estos voluntarios salieron de Italia y aún muy cerca de las costas itálicas el barco se hundió, por lo que la mayoría de los viajeros seleccionados rehusaron continuar el viaje en otra embarcación, y en el grupo que decidió venir, llegó a Venezuela el Ingeniero Agrónomo Domenico Milano. Debido a la ausencia de los estudios agronómicos en el país y ante tantos recursos que pudieran ser importantes para la actividad agrícola, el Ingeniero Milano funda los primeros “estudios agronómicos superiores” de Venezuela con el establecimiento de la Escuela Normal de Agricultura por la Diputación Provincial de Caracas el 9 de diciembre de 1843. Algunas personas consideran que este instituto fue el precursor de la actual Facultad de Agronomía de la Universidad Central de Venezuela.Pedro Raúl Solórzano Peraza

Domenico Milano nació en Italia, cerca de  Milan. Se graduó de ingeniero agrónomo y emigró a Venezuela en 1843, después de un viaje funestado por el naufragio del buque donde viajaba. En Caracas fue apoyado por su amigo el general Carlo Castelli, que logró hacerle encomendar por el gobierno venezolano la creación de una institución a nivel universitario para el desarrollo de la agricultura en Venezuela.